# 鎌田政虎
鎌田 政虎（かまた まさとら、永禄6年（1563年） - 天正13年8月10日（1585年9月30日））は安土桃山時代の薩摩国島津氏の家臣。通称は又七郎、左京亮。父は鎌田政近、母は稲留(相良)長秀の娘。
鎌田政近の嫡子として誕生した。天正13年（1585年）、木脇祐昌が地頭として在城する肥後国花の山城への番を仰せ付かった。そこへ向かう途中の8月10日の晩に、花の山城下にて甲斐親英が阿蘇8千町の兵を率いて城を攻めていると聞き知る。政虎は急ぎ城を攻囲する敵勢を打ち破って入城すると、西ノ口の守りを請け負い祐昌と共に防戦に努めた。しかし、防戦虚しく手負いとなり、討ち死にを遂げた。
享年23。法名は「蘭室隆香居士」。
なお、この戦いにより城は落城、城主の木脇祐昌ならびに、祐昌を救援に来た相良氏の深水摂津介（深水長智の嫡子）らも討ち死にしている。